# Mata Fria
Mata Fria é um distrito do município de Afonso Cláudio, no Espírito Santo. O distrito foi criado em 25 de agosto de 2005 por meio da Lei Municipal 1.698.

## Agricultura
A agricultura é artesanal, a família toda envolve-se no preparo da terra, plantio, tratos culturais e comercialização. Esses são alguns elementos que caracterizam a localidade. O plano Diretor do Município de Afonso Cláudio, Lei Lei n° 1.731/2006 reconhece a comunidade do distrito da Mata Fria como uma das zonas Especiais de Interesse Histórico Cultural.

## Cultura
Os pomeranos da Mata Fria têm a língua pomerana como língua materna e preservam a linguagem como características principal de suas tradições. O pomerano é falado por crianças, jovens, adultos e idosos. Para tanto é comum encontrar pessoas falando em pomerano nos ambientes públicos do distrito de Francisco Correia, nos ambientes religiosos e também na escola da comunidade.
A comunidade possui costumes e crenças trazidas da antiga Pomerânia, como a língua, ritos específicos observados nos casamentos, nas mortes de familiares e rito de passagem de crianças para adolescência. É comum acontecer na região eventos tradicionais como casamentos pomeranos, festivais de concertinas, festas da colheita e eventos culturais comum da cultura pomerana. Alguns desses eventos são realizados na escola local ou em instituições religiosas.
As crianças aprendem em casa a falar a língua pomerana e tem a língua portuguesa como segunda opção. Levando em consideração esse elemento, a escola local (Escola de Ensino Fundamental Francisco Correia e Escola de Ensino Médio Mata Fria) mantém no ensino fundamental o programa de Educação Escolar Pomerana (PROEPO). O município recentemente reconheceu a co-oficialização da língua pomerana no distrito de Mata Fria por meio da Lei Municipal nº. 2.069, de 18 de dezembro de 2013.